# ماوريسيو ساوسيدو
ماوريسيو ساوسيدو (بالإسبانية: Mauricio Saucedo) (14 أغسطس 1985 بسانتا كروز دي لا سييرا في بوليفيا - ) هو لاعب كرة قدم بوليفي في مركز الوسط. شارك مع منتخب بوليفيا لكرة القدم. أما مع النوادي، فقد لعب مع أتلتيكو براغانتينو وتشورنومورتس أوديسا وذي سترونغيست وفيتوريا دي غيماريش ونادي بوليفار ونادي ديبورتيفو سان خوسي وأورينتي بيتروليرو وLa Paz F.C. ‏ وUniversitario de Sucre ‏ وClub Universidad Iberoamericana ‏.

## وصلات خارجية
- ماوريسيو ساوسيدو على موقع اتحاد أوكرانيا (الإنجليزية)
- ماوريسيو ساوسيدو على موقع إي إس بي إن إف سي (الإنجليزية)
- ماوريسيو ساوسيدو على موقع قاعدة بيانات كرة القدم.إي يو (الإنجليزية)
- ماوريسيو ساوسيدو على موقع ناشيونال فوتبول تيمز (الإنجليزية)
- ماوريسيو ساوسيدو على موقع Soccerway.com (الإنجليزية)
- ماوريسيو ساوسيدو على موقع AS.com (الإسبانية)